# Marlene Mizzi

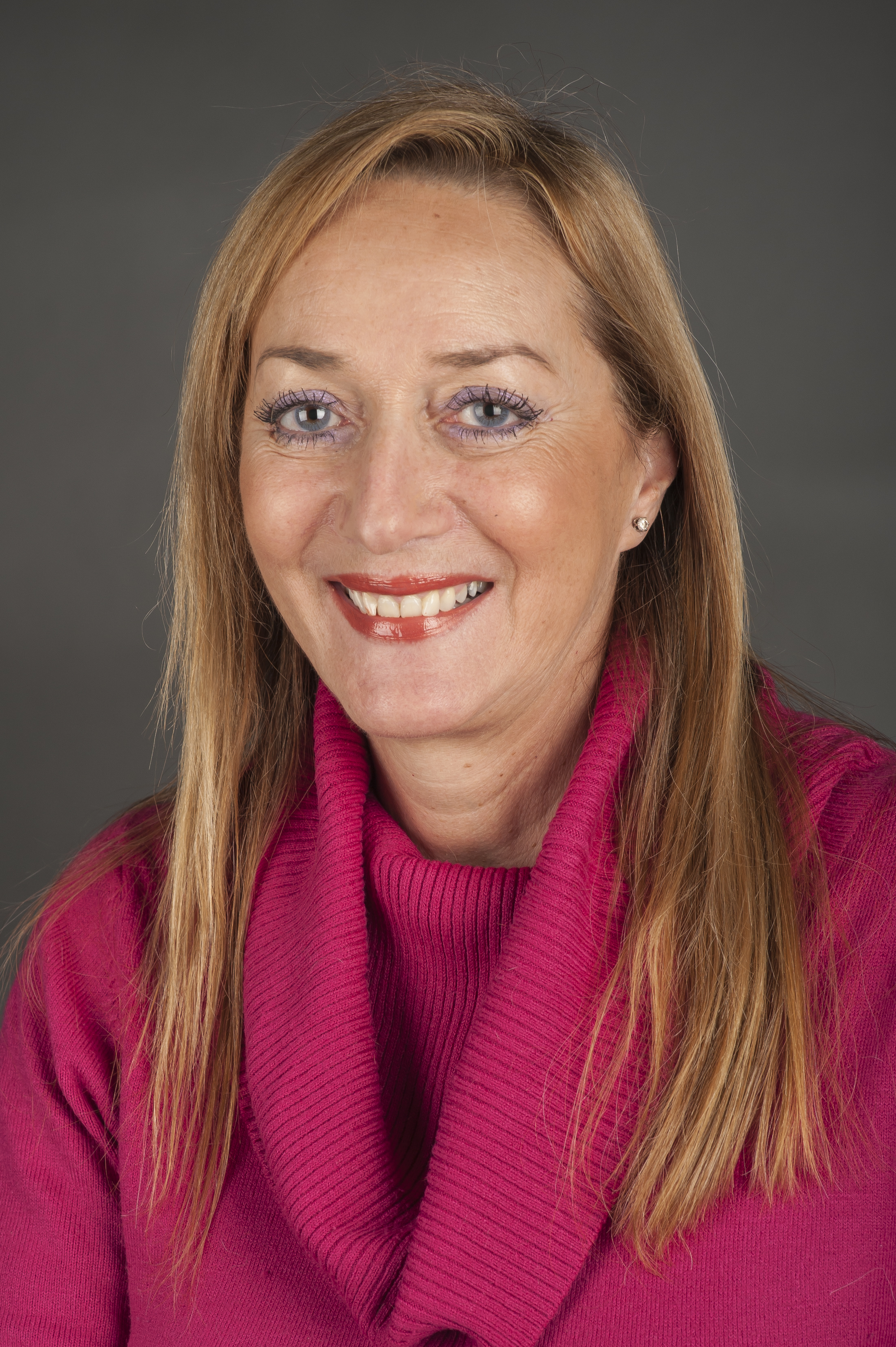
Marlene Mizzi (2014)

Marlene Mizzi (* 24. Dezember 1954 in Ir-Rabat, Malta) ist eine maltesische Politikerin (MLP). Von 2013 bis 2019 war sie Mitglied des Europäischen Parlaments.

## Leben
Mizzi studierte Wirtschaftswissenschaften an der Universität Malta. Von 1998 bis 2007 war sie Direktorin der Bank of Valetta. Im April 2013 rückte Mizzi in das Europäische Parlament nach. Nach fünf Jahren im Parlament kandidierte sie 2019 bei der Europawahl 2019 nicht mehr. Seit 2024 ist sie Managerin der neuen maltesischen Nationalfluggesellschaft KM Malta Airlines.